# David do Pandeiro
David do Pandeiro (Rio de Janeiro, 13 de janeiro de 1959 — Rio de Janeiro, 20 de julho de 2020) foi um intérprete de samba-enredo e compositor brasileiro com passagens pelas mais tradicionais escolas de samba do Rio de Janeiro, estava na Unidos de Lucas.

## Carreira
Começou no carnaval a cantar sambas de quadra na Estação Primeira de Mangueira, depois sendo apoio da própria agremiação. A partir de 1985, passou a dividir o microfone da Mocidade (nos desfiles) com o intérprete Ney Vianna. Em 1989, foi intérprete da Tupy de Brás de Pina, em seguida passou por São Clemente, Grande Rio, Estácio de Sá (todos estes como apoio), Unidos de Lucas e Villa Rica. Em seguida, retorna a Estácio de Sá, na condição de intérprete principal no qual teve maior visibilidade ao assumir a vaga de Dominguinhos do Estácio. Em 1998, esteve na São Clemente e em 1999, foi para a Unidos da Tijuca, onde interpretou o antológico samba "O Dono da Terra" que levou a escola ao campeonato do Grupo de Acesso A. Retornou a Mocidade no ano de 2001 e em 2003, teve uma passagem na Imperatriz. 
Em 2005, passou pela Flor da Mina e nos anos de 2007 e 2008, foi para a Santa Cruz. Já em 2009, foi contratado pela Viradouro, após ter defendido o samba campeão da escola nas eliminatórias . Em seguida retornou a Mocidade, lá dividiu o microfone com Nêgo. Após o carnaval, saiu da escola  alegando motivos pessoais.  
No ano de 2011, chegou a acertar com a Cubango para cantar ao lado de Igor Vianna, mais saiu devido a distância da escola. Assim retornou como intérprete da Acadêmicos de Santa Cruz, onde esteve nos anos de 2011 e 2012. No ano de 2013 ele retorna a Viradouro, dividindo o microfone principal com Diego Nicolau, Gilberto Gomes e Niu Souza. 
Após ficar um ano sem desfilar, ele acerta com a Santa Cruz, chegando a sua terceira passagem pela escola da Zona Oeste, onde dividiu o microfone oficial com Pavarotti. Acabou saindo da agremiação antes do carnaval de 2016, acertando posteriormente com a Sossego. Depois do carnaval foi dispensado da escola do Largo da Batalha, mas em 2017 acertou seu retorno a tradicional Unidos de Lucas.
O interprete faleceu no dia 20 de julho de 2020, aos 61 anos, após se sentir mal em sua casa, na zona norte do Rio de Janeiro. David vinha fazendo sessões de hemodiálise há alguns meses.

## Títulos e estatísticas
| Divisão          | Campeão                                | Vice         | Terceiro  |
| ---------------- | -------------------------------------- | ------------ | --------- |
| Primeira Divisão | 1984 (Apoio) 1985 (Apoio) 1992 (Apoio) | 1987 (Apoio) | —         |
| Segunda Divisão  | 1992 1999                              | 1998         | 2007 2008 |
| Terceira Divisão | 2016                                   | —            | —         |
| Quarta Divisão   | —                                      | 2005         | 2007 2018 |

## Premiações
- Prêmio S@mba-Net

1. 1999 - Melhor intérprete (Unidos da Tijuca) [9]

- Prêmio Elite do Samba

1. 2016 - Melhor intérprete (Sossego) [10]

- Tamborim de Ouro

1. 2010 - A Voz da Avenida (Mocidade) [11]

- Troféu Jorge Lafond

1. 2007 - Melhor intérprete (Santa Cruz) [12][13]